# Dan Povenmire
Daniel Kingsley "Dan" Povenmire (San Diego, California, 18 de septiembre de 1963) es un director, productor de cine y televisión estadounidense, co-creador y voz del personaje Dr. Heinz Doofenshmirtz en Phineas y Ferb y de Vinnie Dakota en La Ley de Milo Murphy. También trabajó en las primeras temporadas de Los Simpson como diseñador de personajes y artista de guion gráfico.

## Biografía
Povenmire nació en San Diego, California, el 18 de septiembre de 1963 y creció en la ciudad de Mobile, Alabama. Fue un niño prodigio: comenzó a dibujar a los dos años y cuando tenía diez su trabajo fue exhibido en exposiciones de arte locales. Sus primeros trabajos en la animación incluyen una serie de libros de texto escolares con desplegables. De niño, Povenmire consideraba al animador Chuck Jones su héroe. En una entrevista en 2009, afirmó que "[...] todo lo que dibujó [Jones] era bonito de ver y estaba lleno de energía".

## Phineas y Ferb
En 2002, Povenmire y Marsh concibieron la serie Phineas y Ferb basándose en experiencias similares de veranos de la infancia pasados al aire libre, cuando llevaban a cabo multitud de trabajos manuales y proyectos al aire libre para entretenerse.Povenmire pasó más de una década ofreciendo Phineas y Ferb a varias cadenas. La mayoría la rechazaron debido a la complejidad de sus tramas, pero Povenmire perseveró y más tarde afirmó: "Realmente era la serie de dibujos animados que querríamos ver: si estuviera en antena yo la vería y no pienso eso de todos los proyectos en los que trabajo". Incluso Walt Disney Company inicialmente rechazó el trabajo de Povenmire, aunque pidió guardar la propuesta: "Por lo general, eso significa que se tira a la basura después", recordó Povenmire. No obstante, Disney llamó a Povenmire de nuevo, con la condición de que produjera un episodio piloto de 11 minutos. Povenmire llamó a Marsh, que vivía en Inglaterra, para preguntarle si le gustaría trabajar en el piloto y Marsh aceptó de inmediato, mudándose a los Estados Unidos.
En lugar de un guion convencional, la pareja lanzó el piloto grabando cintas de su guion gráfico, que luego Povenmire mezcló y dobló para producir la acción y las voces. La cadena aprobó el programa para una temporada de 26 episodios y como resultado, Povenmire dejó Padre de familia para crear la serie.
Povenmire y Marsh quisieron incorporar en Phineas y Ferb el tipo de humor que habían desarrollado en su trabajo en La vida moderna de Rocko. Incluyeron secuencias de acción y, con el apoyo de Disney, presentaron números musicales en cada episodio posterior a "Flop Starz". Povenmire describió las canciones como su "vacuna para la inmortalidad", aunque la pareja ha ganado hasta la fecha dos nominaciones al Emmy por las canciones de Phineas y Ferb, así como una tercera nominación al premio Emmy por el episodio "El Monstruo de Phineas-n-Ferbenstein" (2009) que enfrentó a la serie contra Bob Esponja, aunque ninguno de los nominados recibió el premio debido a un tecnicismo. En 2010, Povenmire, junto con otros miembros del equipo de Phineas y Ferb, fueron nominado para el Premio Daytime Emmy en las categorías "Mejor Guion de animación" y "Mejor Canción Original - Niños y animación" por su trabajo en la serie, ganando con el premio a "Mejor Guion de animación".
El estilo distintivo de la leyenda de la animación Tex Avery influyó en el aspecto artístico de la serie. Como Avery, Povermire empleó formas geométricas para construir los personajes y el fondo. El estilo artístico se desarrolló casi por casualidad con el primer boceto del personaje principal de Povenmire, Phineas Flynn, que produjo mientras cenaba con su familia en un restaurante del sur de Pasadena, California. Garabateó a un niño en forma de triángulo en el papel que cubría la mesa y estaba tan absorto con el boceto que lo arrancó, lo guardó y lo usó como prototipo para Phineas y como modelo estilístico para toda la serie.

## Filmografía

### Películas
| Año  | Título                                                  | Notas                                         |
| ---- | ------------------------------------------------------- | --------------------------------------------- |
| 2011 | Phineas y Ferb: A través de la segunda dimensión        | Dr. Heinz Doofenshmirtz                       |
| 2020 | Scoob!                                                  | Productor ejecutivo                           |
| 2020 | Phineas y Ferb, la película: Candace contra el universo | Dr. Heinz Doofensmirtz, Dirección supervisora |

### Series
| Año       | Trabajo                  | Notas                                       |
| --------- | ------------------------ | ------------------------------------------- |
| 1991      | James Bond Jr.           | Guion gráfico                               |
| 1994      | El crítico               | Diseñador de personajes                     |
| 1992-1996 | Los Simpson              | Guion gráfico                               |
| 1993-1996 | La vida moderna de Rocko | Guion gráfico                               |
| 1996-1999 | ¡Oye, Arnold!            | Guion gráfico                               |
| 1999      | CatDog                   | Guion gráfico                               |
| 2001-2004 | Bob Esponja              | Guion gráfico y Voz                         |
| 2000-2007 | Padre de familia         | Guion gráfico                               |
| 2007-2015 | Phineas y Ferb           | Co-Creador y Voz de Dr. Heinz Doofenshmirtz |
| 2016-2019 | Milo Murphy's Law        | Co-Creador y Voz de Vinnie Dakota           |